# San Antonio Casa Chica
San Antonio Casa Chica är en ort i Mexiko.   Den ligger i kommunen Pénjamo och delstaten Guanajuato, i den centrala delen av landet, 300 km väster om huvudstaden Mexico City. San Antonio Casa Chica ligger 1 678 meter över havet och antalet invånare är 142.
Terrängen runt San Antonio Casa Chica är platt åt nordväst, men åt sydost är den kuperad. Runt San Antonio Casa Chica är det ganska tätbefolkat, med 54 invånare per kvadratkilometer. Närmaste större samhälle är La Piedad Cavadas, 15,1 km nordväst om San Antonio Casa Chica. I omgivningarna runt San Antonio Casa Chica växer huvudsakligen savannskog.